# Stephan Schmidt (Politiker)

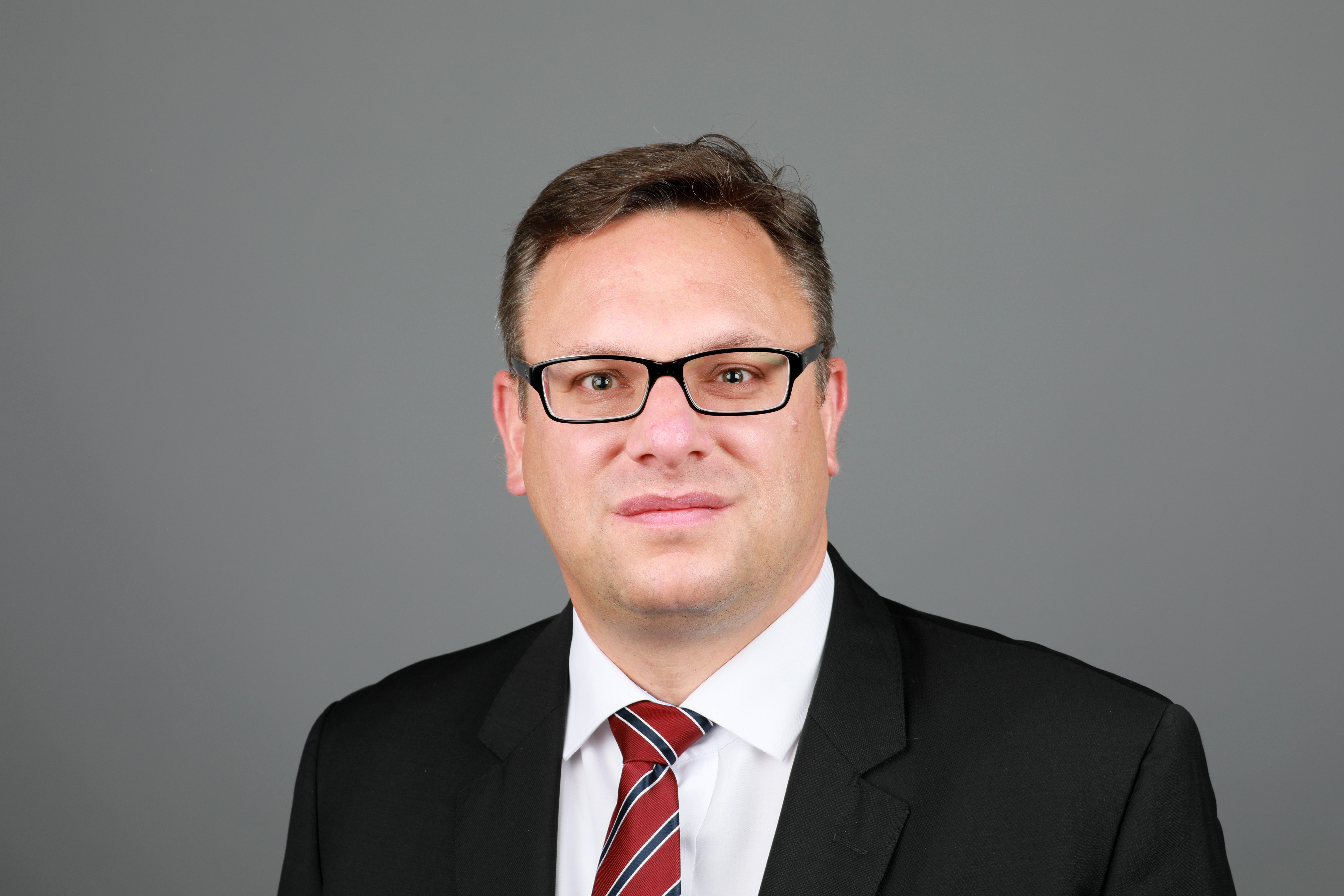
Stephan Schmidt (2017)

Stephan Schmidt (* 15. November 1973 in Berlin) ist ein deutscher Politiker (CDU). Er wurde 2016 in das Berliner Abgeordnetenhaus gewählt.

## Leben
Schmidt wuchs in Berlin-Hermsdorf auf und besuchte die Georg-Herwegh-Oberschule, an der er 1993 das Abitur ablegte. Von 1994 bis 1995 leistete er Wehrdienst beim 4./Panzerartilleriebataillon 425 der Bundeswehr in Lehnitz. Ab 1995 absolvierte er eine Ausbildung als Immobilienkaufmann, die er 1998 mit der Gehilfenprüfung abschloss. Von 1998 bis 2014 übernahm er die Geschäftsführung des Familienunternehmens Modelltec GmbH, welche auf Produktion und Vertrieb von Modell-Spielwaren spezialisiert war.
Schmidt schloss sich 1990 in Reinickendorf der Jungen Union an und trat 1991 in die CDU ein. Er ist seit 1998 Mitglied im Kreisvorstand der CDU Reinickendorf. Von 2013 bis zum 17. Januar 2025 war er Ortsvorsitzender der CDU Heiligensee, Konradshöhe und Tegelort. Seit dem 22. Februar 2019 ist er stellvertretender Kreisvorsitzender der CDU Reinickendorf.
Schmidt war von 1995 bis 2016 Mitglied der Bezirksverordnetenversammlung Reinickendorf. Er war von 1999 bis 2006 Vorsitzender des Wirtschaftsausschusses, von 2006 bis 2011 Vorsitzender des Bauausschusses und von 2011 bis 2016 Vorsitzender der CDU-Fraktion in der BVV. Bei der Wahl zum Abgeordnetenhaus von Berlin 2016 wurde er als Direktkandidat der CDU über den Wahlkreis 123 (Reinickendorf 3) in das Abgeordnetenhaus gewählt. Das Direktmandat gewann er mit 33,5 % der Erststimmen. Bei der Abgeordnetenhauswahl 2021 und der Wiederholungswahl 2023 konnte er seinen Sitz im Abgeordnetenhaus verteidigen.
Am 17. November 2021 wurde Schmidt zum stellvertretenden Vorsitzenden des Hauptausschusses gewählt, seit dem 17. Mai 2023 ist er Vorsitzender des Hauptausschusses. Seit dem 27. April 2023 ist Schmidt Parlamentarischer Geschäftsführer seiner Fraktion.
Stephan Schmidt ist verheiratet und hat drei Kinder.